# Wojna krzyżacko-litewska (1344–1347)
Wojna krzyżacko-litewska w latach 1344–1347
Państwo krzyżackie, powstałe nad Bałtykiem w XIII wieku w wyniku podboju ludów autochtonicznych, miało ze swej natury charakter ekspansywny. W toku swych zdobywczych działań Krzyżacy natrafili na zdecydowany opór ze strony Litwy i mimo swych dwuwiekowych wysiłków nie zdołali go przełamać, a nawet sami przypłacili swą agresję utratą potęgi. Po sukcesach na Zachodzie, zakon upatrywał możliwości dalszego rozszerzenia granic państwa zakonnego w pochodzie na ziemie litewskie. Chciał wykorzystać krucjaty jako sposób rozbudowy własnej potęgi.
Na przełomie 1342/1343 władze zakonu założyły dwie nowe komturie: w Wystruci i Sątocznie. Działania te wskazują na rozpoczęcie nowego etapu w polityce wschodniej zakonu. Krzyżacy umacniali zdobyte przez siebie terytoria poprzez rozwój osadnictwa i budowę twierdz.
Głównym celem ekspansji na wschód dla zakonu było zdobycie Żmudzi jako drugiego obok Pomorza pomostu niezbędnego do skonsolidowania podstawy terytorialnej państwa krzyżackiego.
Nowy okres walk otworzyła wyprawa wielkiego mistrza Ludolfa Königa von Wattzau, podjęta w zimie na przełomie 1344/1345 r. z udziałem królów Jana Luksemburskiego i Ludwika Węgierskiego oraz liczną grupą feudałów, skierowana była na żmudzkie grody nadniemeńskie Wielonę i Pistę. Król Jan trzy razy brał udział w rejzach litewskich, ostatni raz właśnie zimą 1344/45. Wiemy o tej wyprawie wyjątkowo dużo, gdyż zakończyła się ona niepowodzeniem zakonu, czego kronikarze nie omieszkali odnotować. Winna była m.in. pogoda – łagodna zima uniemożliwiła podbój bagnistych terenów litewskich. Główną przyczyną klęski był fakt, że napastnicy wycofali się po otrzymaniu błędnej informacji, że Litwini mają zamiar w odwecie spustoszyć Sambię, lecz ci ostatni uderzali na Inflanty, gdyż tamtejszy mistrz zakonu przedsięwziął ze swej strony wyprawę przeciw Ozylii. Ludolf König w wyniku niepowodzenia doznał załamania nerwowego. Został zmuszony do rezygnacji z urzędu. Obowiązki wielkiego mistrza powierzono Heinrichowi Dusemerowi.
Zgodnie z przekazem Wiganda z Marburga, 3 listopada 1345 roku wojska litewskie dowodzone przez Olgierda i Kiejstuta, ponownie zdobyły Kętrzyn. Dusemer zorganizował dwie zimowe wyprawy (styczeń–luty 1346) przeciw Litwinom, które nie przyniosły rezultatów. W marcu 1346 r. Litwini przeprowadzają kontrakcję, pustosząc znaczną część krzyżackiej Barcji i okolicę Sątoczna. W grudniu 1346 zakon zorganizował kolejną wyprawę odwetową z udziałem rycerzy z Anglii i Francji, która również nie przyniosła rezultatów. Wobec groźby wkroczenia wojsk litewskich do Sambii Krzyżacy zatrzymali się nad Wystrucią i czekali na ruch przeciwnika. Gdy nie następował, wielki mistrz zarządził odwrót i rozwiązał armię, wtedy Litwini wkroczyli do Sambii dokonując poważnych spustoszeń.
W czasie kolejnej wyprawy w lutym 1347 Litwini najechali Barcję. Bezowocnie oblegali twierdze w Kętrzynie, Gierdawach i Sątocznie.
Skutki wojny 1344–47 roku:
- Zahamowanie rozwoju osadnictwa krzyżackiego na zagrożonych terytoriach
- Rozwiązanie komturstwa w Sątocznie, Wystruci
- Zakon powrócił do podziału terytorialnego sprzed 1343 r.